# ملعب دو بيسا
ستاد دو بيسا (بالإنجليزية: Estádio do Bessa) هو ملعب كرة قدم يقع في بورتو، البرتغال، يتسع لـ 28263 متفرج. تم البدأ ببناء الملعب في 2003 وافتتح في 30 ديسمبر 2003. كانت تكلفة إنشاء الملعب 31 مليون يورو. استضاف الملعب منافسات كأس الأمم الأوروبية لكرة القدم 2004.